# جيرار بارش
جيرار بارش (بالفرنسية: Gérard Brach )‏ (و. 1927 – 2006 م) هو كاتب سيناريو، ومخرج أفلام فرنسي، توفي في باريس، عن عمر يناهز 79 عاماً، بسبب سرطان الرئة.

## وصلات خارجية
- جيرار بارش على موقع IMDb (الإنجليزية)
- جيرار بارش على موقع قاعدة بيانات الأفلام العربية
- جيرار بارش على موقع ألو سيني (الفرنسية)
- جيرار بارش على موقع أول موفي (الإنجليزية)
- جيرار بارش على موقع قاعدة بيانات الأفلام السويدية (السويدية)
- جيرار بارش على موقع قاعدة بيانات الفيلم (الإنجليزية)
- جيرار بارش على موقع كينوبويسك (الروسية)